# Albert Lebrun
Albert François Lebrun (Mercy-le-Haut, 29 de agosto de 1871 – Paris, 6 de março de 1950) foi um engenheiro de minas e político francês da Aliança Democrática Republicana que serviu como Presidente da França de 1932 a 1940, o último da Terceira República Francesa.

## Biografia

### Juventude
Nascido em uma família de agricultores em Mercy-le-Haut, Meurthe-et-Moselle, ele freqüentou a École Polytechnique e a École des Mines de Paris, graduando-se em ambas como o primeiro de sua classe. Ele então se tornou engenheiro de minas em Vesoul e Nancy , mas deixou a profissão aos 29 anos para entrar na política.

### Política
Lebrun ganhou um assento na Câmara dos Deputados em 1900 como membro do Partido Republicano de Esquerda, servindo posteriormente no gabinete como Ministro das Colônias de 1912–1914, Ministro da Guerra em 1913 e Ministro das Regiões Libertadas de 1917–1919. Juntando-se à Aliança Democrática, ele foi eleito para o senado francês por Meurthe-et-Moselle em 1920, e serviu como vice-presidente do Senado de 1925 a 1929. Ele foi presidente desse órgão de 1931-1932.

### Presidente
Lebrun foi eleito presidente da França após o assassinato do presidente Paul Doumer por Pavel Gurgulov em 6 de maio de 1932. Reeleito em 1939, em grande parte por causa de seu histórico de acomodação de todos os lados políticos, ele exerceu pouco poder como presidente.
Em junho de 1940, com o colapso militar iminente da França, Lebrun escreveu "a inutilidade da luta foi demonstrada. Um fim deve ser feito". Com o gabinete querendo pedir um armistício, em 17 de junho de 1940 o primeiro-ministro Paul Reynaud renunciou, recomendando ao presidente Lebrun que nomeasse o marechal Philippe Petain em seu lugar, o que ele fez naquele dia. O general britânico Sir Edward Spears, que estava presente com o gabinete francês durante esta crise, escreveu "é claro que o presidente decidiu que a França estava livre de suas obrigações para com a Grã-Bretanha e tinha a liberdade de pedir um armistício [com a Alemanha] se ela julgar que é do seu interesse fazê-lo. "Em 10 de julho de 1940, Lebrun promulgou a Lei Constitucional de 10 de julho de 1940, que a Assembleia Nacional votou por 569 votos a 80, permitindo ao primeiro-ministro Philippe Pétain promulgar uma nova constituição. Em 11 de julho, Lebrun foi substituído por Pétain como chefe de estado. Ele então fugiu para Vizille (Isère) em 15 de julho, mas foi capturado posteriormente, em 27 de agosto de 1943, quando os alemães se mudaram para a região e foram enviados ao cativeiro no Castelo Itter, no Tirol. Em 10 de outubro de 1943, ele foi autorizado a retornar a Vizille devido à doença, mas foi mantido sob vigilância constante.
Em 9 de agosto de 1944, Lebrun se reuniu com Charles de Gaulle e reconheceu a liderança do General e, convenientemente esquecendo a nova Lei Constitucional que promulgou em 1940. Se de Gaulle aceitou ou não esta mentira é desconhecido. Durante o julgamento de Petain do pós-guerra, "todas as celebridades disponíveis da Terceira República testemunharam, incluindo Lebrun, todos se autocurilando" Lebrun argumentou novamente que ele nunca havia renunciado oficialmente.

### Vida pessoal
Lebrun era casado com Marguerite Lebrun. Juntos, eles tiveram um casal de filhos: Jean e Marie.

### Vida posterior
Após a guerra, Lebrun viveu na aposentadoria. Ele morreu de pneumonia em Paris em 6 de março de 1950, após uma doença prolongada.